# Ellen Allien
Ellen Allien, egentligen Ellen Fraatz, född 1968 i Västberlin, Västtyskland, är en tysk techno-dj, musikproducent och grundare av skivbolaget BPitch Control. 

## Biografi
1989 bodde Allien i London och kom där i kontakt med housemusik. Senare samma år återvände hon till Västberlin och träffade där Dimitri Hagemann som senare skulle starta den legendariska klubben Tresor. 1992 blev hon residerande dj på Tresor, och senare även på klubbarna E-Werk och The Bunker. Under samma period programledde Allien radioprogrammet Braincandy på kanalen Kiss FM. År 1995 släppte hon sin första EP på skivbolaget Championsound.
Efter flera år som dj och klubbarrangör startade Allien 1999 skivbolaget BPitch Control. Bolaget ger ut techno och electro, med artister som Paul Kalkbrenner, Moderat, Sascha Funke och Telefon Tel Aviv. År 2001 kom hennes debutalbum Stadtkind. Hon har sedan dess gett ut ytterligare nio album och över femtio singlar och EP-skivor.
2005 startade hon Memo Musik, ett dotterskivbolag som koncentrerar sig på minimal tech och minimal house.
År 2019 startade hon skivbolaget UFO Inc.

## Diskografi (endast album)
- 2001 - Stadtkind (BPC021)
- 2003 - Berlinette (BPC065)
- 2005 - Thrills (BPC106)
- 2006 - Orchestra of Bubbles (BPC125), tillsammans med Apparat
- 2008 - Sool (BPC175)
- 2010 - Dust (BPC217)
- 2013 - Lism (BPC264)
- 2017 - Nost (BPC330)

- 2019 - Alientronic (BPX001)
- 2020 - AurAA (BPX009)